# Cautin
Cautin est l'un des évêques de Clermont, en Auvergne, au haut Moyen Âge

## Histoire
Cautin ne semble pas avoir laissé un bon souvenir. Grégoire de Tours, écrit qu'« entré en possession de l’épiscopat (vers 554-572), Cautin se comporta de telle sorte qu’il devint exécrable à tous ; s’adonnant au vin sans mesure, il en avalait quelquefois une telle quantité qu’à peine suffisait-il de quatre hommes pour l’emporter de table ; d’où il arriva par la suite qu’il devint épileptique, ce qui se manifesta souvent aux yeux du peuple. Il était aussi dominé par une telle avarice qu’il croyait perdre du sien lorsqu’il ne parvenait pas à rogner quelque chose sur les propriétés qui touchaient aux siennes : aux plus puissants, il les enlevait par des rixes et des querelles ; aux moindres, il les prenait par violence, et, comme dit notre Sollius, n’en donnait pas le prix par dédain, et n’en prenait point d’acte de vente, faute d’espoir qu’on pût le regarder comme légitime. »
Toujours selon Grégoire de Tours:
« Avec les Juifs à l'influence desquels il se soumettait, il était en termes familiers, non pour leur conversion, ce qui, en bon pasteur, eut dû être son souci, mais pour leur acheter des objets précieux. On le flattait facilement et ils lui prodiguaient une grossière adulation. Ils lui vendaient alors les choses à un prix plus élevé que leur valeur réelle ».